# Kígyós-patak (Fejér)
Kígyós-patak är ett vattendrag i Ungern. Det ligger i den nordvästra delen av landet, 18 km väster om huvudstaden Budapest.